# Moi-même-Moitié
Moi-même-Moitié (jap. 有限会社モワ・メーム・モワティエ, Yūgen-gaisha Mowa Mēmu Mowatie) ist ein japanisches Gothic-Lolita-Modelabel mit Sitz in Azabu, Minato, Tokio, gegründet vom japanischen Musiker Mana, dem ehemaligen Bandleader und Gitarristen von Malice Mizer und seit 2002 Leader von Moi dix Mois. Moi-même-Moitié ist neben Metamorphose Temps de Filles und Baby, The Stars Shine Bright eines der wenigen japanischen Lolita-Label, das seine Designs auf internationaler Ebene anbietet.

## Kleidungsstil
Stilistisch teilt sich Moi-même-Moitié in Elegant Gothic Lolita und Elegant Gothic Aristocrat ein, welches Modekreationen von Mana selbst sind. Die jeweils neusten Kollektionen werden in der Gothic & Lolita Bible von Mana selbst vorgeführt. Moi-même-Moitié hat Läden in Tokio und Nagoya in Japan und vertreibt seit September 2004 seine Kleidung auch im Ausland über das Internet.
Der Stil basiert ursprünglich auf Kleidern, die Mana während seiner Zeit bei Malice Mizer trug. Die schwarzen Kleider mit Petticoat, Rüschen und Spitze wurden von den japanischen Medien diskutiert und als 'Gothic' bezeichnet, was jedoch nicht Manas Meinung entsprach. Die Idee, die dunklen Elemente des Gothic mit einem Puppenkleid ähnelnden Element zu kombinieren, gefiel Mana und er verfolgte dies hin bis zum eigenen Modelabel. Mana gab dem Stil (auch unter dem Einfluss der Medien) den Namen 'Elegant Gothic Lolita'. Nach zweijähriger Vorbereitungszeit öffnete Moi-même-Moitié 1999 zum ersten Mal seine Pforten.

## Namensherkunft
Der Begriff "moi-même-moitié", oft auch mit "Moitié" abgekürzt, bedeutet "ich selbst" (moi-même) und "halb" (moitié). Der Ausdruck ist aus dem Französischen hergeleitet. Der Begriff "moi-même-moitié" eine Wortschöpfung Manas, die in der eigentlichen Sprache nicht zu finden ist. 